# باقر بیات
باقر بیات سیاست‌مدار ایرانی بود، که در  دوره بیست و دوم  بعنوان نماینده تهران در مجلس شورای ملی حضور داشت.